# Muschampia proto
Muschampia proto (Ochsenheimer, 1808) è un lepidottero appartenente alla famiglia Hesperiidae, diffuso in Eurasia e Nordafrica.

## Distribuzione e habitat
La specie è presente in Africa del Nord, penisola Iberica, Asia minore e nel settore meridionale dell'Europa. La presenza di questa specie è rara in Italia, in particolare si registra nelle regioni del sud, Puglia, Calabria e Sicilia. Questa farfalla è stata segnalata in passato anche in Toscana e nelle Marche. In Abruzzo è stata avvistata nella riserva naturale del monte Salviano nel territorio montano di Avezzano, dove attratta dal salvione giallo sarebbe comparsa in via del tutto eccezionale.